# José Ortiz Escribano
José Ortiz Escribano (Don Benito, 6 de agosto de 1895 – Madrid, 10 de mayo de 1962), más conocido popularmente como "«El Sastrecillo»". fue un sastre y poeta extremeño, su estilo poético era la rima satírica con gran sentido del humor.

## Biografía
Nació en Don Benito el 6 de agosto de 1895, siendo bautizado el 11 del mismo mes en la iglesia parroquial de Santiago Apóstol de Don Benito, imponíendole el cura los nombres de Julián Justo, aunque siempre se le ha conocido como José. Sus padres eran Julián Ortiz Velarde, de profesión jornalero, y Julia Escribano Poderoso.
Su cuerpo era menudo con andares de perdigón; melena algo bohemia y unos ojillos semihundidos que los enmarcaban unas grafas "Truman" con cristales montados al aire, que daba a quien las usaba, cierto empaque de intelectual.
José Ortiz "El Sastrecillo", como su apodo indica, fue sastre de profesión, aunque destacó más por su afición a la rima satírica con gran sentido del humor. Huelga decir que su atrevimiento a la sátira mordaz le causó no pocas insatisfacciones.
Con sus poemas satíricos, tal vez sin pretenderlo, el Sastrecillo logró hacer una auténtica foto fija de la sociedad dombenitense en una época que, aunque trágica y difícil, no dejó de ser interesante, como así lo fue en los años de la hambruna y escaseces que padeció la España de la posguerra. Por su mordiente pluma pasaron todos los personajes y personajillos habidos y por haber.
La poesía de "El Sastrecillo" solo puede ser comprendida por aquellos que conocieron y vivieron el ambiente de la época, debido al carácter localista de sus personajes. Con desenfado y finura, no exenta de irreflexiva valentía, usó y abusó de ciertas libertades que por aquel entonces prohibía la más sutil de las censuras.
De su obra poética tan solo se publicó (en tono serio debido a la censura) en 1950 un libro titulado "Versos de Artesanía" que prologó D. Nicolás González Ruiz y que fue financiado por sus amigos y mecenas Don Juan Sánchez-Cortés Dávila (Presidente de SEAT). Debido al carácter formal del libro, a sus lectores no les agradó, puesto que de él esperaban la gracia satírica que José ya les tenía acostumbrados.
Fijada ya su residencia en Madrid, José Ortiz llevó una vida un tanto bohemia y licenciosa; ello fue motivo suficiente para conectar con una pléyade de jóvenes dombenitenses que llegaban al "Foro" para cursar sus respectivas carreras universitarias. Gracias a las tertulias y ateneos informales, "El Sastrecillo" logró introducirles en aquel Madrid provinciano. Les enseñaba a vivir con soltura y les iniciaba en ser hombres desenfadados, tunos, pícaros...
Dos imperiosos motivos influyeron para que su obra literaria no viera la luz de imprenta. Uno, la censura; otro, la penuria económica que le acompañó durante toda su vida.
Falleció en Madrid el 10 de mayo de 1962.

## Obras
- Versos de Artesanía (1950).
- Antología Poético-Satírica (1996), selección de José Antonio Gutiérrez Ortiz.